# Maxi Gómez
Maxi Gómez (Paysandú, 1996. augusztus 14. –) uruguayi válogatott labdarúgó, a Trabzonspor játékosa, de a spanyol Cádiz csapatában szerepel kölcsönben.

## Pályafutása

### Defensor Sporting
Gómez Paysandúban született. A CA Litoralban ismerkedett meg a labdarúgás alapjaival, majd 2013-ban került a Defensor Sporting utánpótlás akadémiájára.
2015. szeptember 15-én debütált az első csapatban, Héctor Acuña cseréjeként az Universitario de Deportes csapata ellen 1–0-ra megnyert Copa Sudamericana mérkőzésen.
2015. október 4-én az Uruguayi Primera Divisiónban is bemutatkozott egy 4–0-ra elveszített mérkőzésen. Az első gólját október 16-án egy Montevideo Wanderers elleni 3–2-re elvesztett találkozón szerezte.

### Celta Vigo
2017 májusában Gómez a La Ligában szereplő Celta Vigóval ötéves szerződést írt alá. Ám nem töltötte ki szerződését. 2019. májusáig hetven egy mérkőzésen harmincegy gólt szerzett a bajnokságban.

### Valencia
2019. július 14-én a Valencia klubja hivatalos honlapján jelentette be, hogy szerződtette, a spanyol csapat tizennégy és félmillió euró, valamint két játékosért cserébe igazolta le.

### A válogatottban
2017. november 10-én egy Lengyelország elleni 0–0-s barátságos mérkőzésen csereként debütált a felnőtt válogatottban.
A 2018-as világbajnokságra utazó 23 fős keretbe is bekerült.

## Statisztikái

### Klubcsapatokban
Legutóbb 2020. október 3-án lett frissítve.
| Klub              | Bajnokság        | Szezon         | Liga            | Liga  | Liga  | Nemzeti kupa    | Nemzeti kupa | Nemzeti kupa | Nemzetközi      | Nemzetközi | Nemzetközi | Összesen        | Összesen | Összesen | Összesen |
| Klub              | Bajnokság        | Szezon         | Pályára lépések | Gólok | Gólp. | Pályára lépések | Gólok        | Gólp.        | Pályára lépések | Gólok      | Gólp.      | Pályára lépések | Gólok    | Gólp.    |          |
| ----------------- | ---------------- | -------------- | --------------- | ----- | ----- | --------------- | ------------ | ------------ | --------------- | ---------- | ---------- | --------------- | -------- | -------- | -------- |
| Defensor Sporting | Primera División | 2015–16        | 21              | 14    | 4     | -               | -            | -            | 4               | 0          | 0          | 25              | 14       | 4        |          |
| Defensor Sporting | Primera División | 2016           | 14              | 4     | 5     | -               | -            | -            | -               | -          | -          | 14              | 4        | 5        |          |
| Defensor Sporting | Primera División | 2017           | 12              | 10    | 3     | -               | -            | -            | 1               | 1          | 0          | 13              | 11       | 3        |          |
| Összesen          | Összesen         | Összesen       | 47              | 28    | 12    | 0               | 0            | 0            | 5               | 1          | 0          | 52              | 29       | 12       |          |
| Celta Vigo        | La Liga          | 2017–18        | 36              | 17    | 4     | 3               | 0            | 0            | -               | -          | -          | 39              | 17       | 4        |          |
| Celta Vigo        | La Liga          | 2018–19        | 35              | 13    | 5     | 1               | 0            | 0            | -               | -          | -          | 28              | 13       | 5        |          |
| Összesen          | Összesen         | Összesen       | 71              | 31    | 9     | 4               | 0            | 0            | 0               | 0          | 0          | 75              | 31       | 9        |          |
| Valencia          | La Liga          | 2019-20        | 33              | 10    | 3     | 3               | 1            | 0            | 6               | 0          | 1          | 40              | 11       | 3        |          |
| Valencia          | La Liga          | 2020–21        | 5               | 3     | 0     | 0               | 0            | 0            | -               | -          | -          | 5               | 3        | 0        |          |
| Összesen          | Összesen         | Összesen       | 38              | 13    | 3     | 3               | 1            | 0            | 6               | 0          | 1          | 48              | 14       | 3        |          |
| Teljes karrier    | Teljes karrier   | Teljes karrier | 156             | 71    | 24    | 7               | 1            | 0            | 11              | 1          | 0          | 175             | 73       | 24       |          |

1. ↑  Magába foglalja a Copa Sudamericana-t

### A válogatottban
2020. október 8-án lett frissítve.
| Uruguay  | Uruguay         | Uruguay |
| Év       | Pályára lépések | Gólok   |
| -------- | --------------- | ------- |
| 2017     | 2               | 0       |
| 2018     | 7               | 0       |
| 2019     | 8               | 2       |
| 2020     | 1               | 1       |
| összesen | 18              | 3       |

| Maxi Gómez mérkőzései a Uruguayi válogatottban | Maxi Gómez mérkőzései a Uruguayi válogatottban | Maxi Gómez mérkőzései a Uruguayi válogatottban              | Maxi Gómez mérkőzései a Uruguayi válogatottban | Maxi Gómez mérkőzései a Uruguayi válogatottban | Maxi Gómez mérkőzései a Uruguayi válogatottban | Maxi Gómez mérkőzései a Uruguayi válogatottban |
| #                                              | Dátum                                          | Helyszín                                                    | Házigazda                                      | Eredmény                                       | Vendég                                         | Verseny                                        |
| ---------------------------------------------- | ---------------------------------------------- | ----------------------------------------------------------- | ---------------------------------------------- | ---------------------------------------------- | ---------------------------------------------- | ---------------------------------------------- |
| 1                                              | 2017. november 10.                             | Varsó, Lengyelország                                        | Lengyelország                                  | 0−0                                            | Uruguay                                        | Barátságos mérkőzés                            |
| 2                                              | 2017. november 14.                             | Bécs, Ausztria                                              | Ausztria                                       | 2−1                                            | Uruguay                                        | Barátságos mérkőzés                            |
| 3                                              | 2018. március 23.                              | Nanning, Kína                                               | Uruguay                                        | 2−0                                            | Csehország                                     | Barátságos mérkőzés                            |
| 4                                              | 2018. március 26.                              | Nanning, Kína                                               | Wales                                          | 0−1                                            | Uruguay                                        | Barátságos mérkőzés                            |
| 5                                              | 2018. június 8.                                | Montevideo, Uruguay                                         | Uruguay                                        | 3−0                                            | Üzbegisztán                                    | Barátságos mérkőzés                            |
| 6                                              | 2018. június 25.                               | Szamara, Oroszország                                        | Uruguay                                        | 3−0                                            | Oroszország                                    | 2018-as világbajnokság                         |
| 7                                              | 2018. július 6.                                | Nyizsnyij Novgorod Stadion, Nyizsnyij Novgorod, Oroszország | Uruguay                                        | 0−2                                            | Franciaország                                  | 2018-as világbajnokság                         |
| 8                                              | 2018. október 12.                              | Világbajnoki Stadion, Szöul, Dél-Korea                      | Dél-Korea                                      | 2−1                                            | Uruguay                                        | Barátságos mérkőzés                            |
| 9                                              | 2018. október 16.                              | Szaitama Stadion, Szaitama, Japán                           | Japán                                          | 4−3                                            | Uruguay                                        | Barátságos mérkőzés                            |
| 10                                             | 2019. március 22.                              | Nanning, Kína                                               | Uruguay                                        | 3−0                                            | Üzbegisztán                                    | Barátságos mérkőzés                            |
| 11                                             | 2019. március 22.                              | Nanning, Kína                                               | Thaiföld                                       | 0−4                                            | Uruguay                                        | Barátságos mérkőzés                            |
| 12                                             | 2019. június 8.                                | Montevideo, Uruguay                                         | Uruguay                                        | 3−0                                            | Panama                                         | Barátságos mérkőzés                            |
| 13                                             | 2019. szeptember 7.                            | San José, Costa Rica                                        | Costa Rica                                     | 1−2                                            | Uruguay                                        | Barátságos mérkőzés                            |
| 14                                             | 2019. szeptember 11.                           | Saint Louis, Egyesült Államok                               | Egyesült Államok                               | 1−1                                            | Uruguay                                        | Barátságos mérkőzés                            |
| 15                                             | 2019. október 12.                              | Montevideo, Uruguay                                         | Uruguay                                        | 1−0                                            | Peru                                           | Barátságos mérkőzés                            |
| 16                                             | 2019. október 16.                              | Lima, Peru                                                  | Peru                                           | 1−1                                            | Uruguay                                        | Barátságos mérkőzés                            |
| 17                                             | 2019. november 15.                             | Budapest, Magyarország                                      | Magyarország                                   | 1−2                                            | Uruguay                                        | Barátságos mérkőzés                            |
| 18                                             | 2020. október 8.                               | Montevideo, Uruguay                                         | Uruguay                                        | 2−1                                            | Chile                                          | 2022-es világbajnokság-selejtező               |